# Yūki Seto
Yūki Seto (世徒 ゆうき, Seto Yūki) est un mangaka japonais spécialisé dans le hentai.

## Œuvres
- Accelerando - アッチエレラソド
- Stringendo - ストリンヅエンド